# Eduard von Bonin
Eduard Wilhelm Ludwig von Bonin (né le 12 mars 1793 à Stolp en province de Poméranie; † le 13 mars 1865 à Coblence) est un général prussien qui a exercé les fonctions de ministre de la Guerre.

## Famille
Eduard von Bonin est le fils du futur lieutenant général prussien Ernst Friedrich Otto von Bonin (de) (1761-1822) et de son épouse Sophie, née von Podewils de la maison de Lupow (1772-1828). Son frère cadet Otto von Bonin (de) (1795-1862) devient également lieutenant général.
Bonin épouse Sophie Mathilde Dequer de Jouy (1800-1869). Sept enfants sont nés de ce mariage :
- Marie (1822–1862)
- Wilhelm (1824–1885), général prussien
- Karoline (1826–1896) mariée le 15 juillet 1855 avec Wilhelm Georg von Warburg (1820–1885), seigneur de Hohenlandin et Augustenhof
- Emma (1828–1831)
- Anna (1831–1896) mariée le 28 décembre 1858 avec Johann Aristachi-Bey (mort en 1897), ambassadeur ottoman à Berlin de 1860 à 1876
- Rosalie (née en 1834), chanoinesse
- Arthur (1846–1886), major prussien marié le 4 avril 1872 avec Meta von Hahn (de) (morte en 1852) de la maison de Spirgen, Courlande.

## États de service
Recruté en 1806 dans le Régiment du duc de Brunswick-Öls, il prend part à la campagne de Saxe et assiste à la défaite du corps d'armée de Blücher à Lübeck (1806), où il est fait prisonnier. Libéré sur parole, il rejoint sa garnison de Prenzlau puis s'inscrit au lycée.
Dès le mois d'août 1809, il reprend du service comme enseigne dans le 1er régiment à pied de la Garde, est promu lieutenant l'année suivante, fait la campagne d'Allemagne (1813) puis la campagne de France (1814) comme adjudant de la Garde, et est décoré de la croix de fer de première classe après la Bataille de Paris (1814). Il est élevé au grade de capitaine en 1817, puis commandant du 1er régiment des grenadiers de la Garde du tsar Alexandre en 1829, régiment dont il sera promu colonel en 1842, avant de prendre en 1848 le commandement de la 16e brigade d'infanterie.
Au début de la Guerre des Duchés, le 26 mars 1848, on lui confie le commandement de la 1re brigade d'infanterie de ligne. Il se distingue en première ligne lors des combats dans le Schleswig et à Dybbøl ; après l’armistice de Malmö, il est affecté à l’État-major de l’armée d'occupation, où il s'occupe de la réorganisation de la troupe et de la rotation des renforts au cours de l'hiver 1848–49.
Toujours à la tête de l'infanterie de ligne, il est victorieux à Kolding les 20 et 22 avril 1849, mais ne parvient pas à s'emparer de Fredericia, et est finalement défait le 6 juillet. À l'issue du second armistice entre la Prusse et le Danemark, il se démet de son commandement en avril 1850 et rejoint l'armée prussienne. D'abord gouverneur militaire de Berlin, il obtient le commandement de la XVIe Division stationnée à Trèves et en mars 1852 est promu général de corps d'armée et ministre de la Guerre. À ce poste, il s'applique à améliorer la vitesse de mobilisation et de projection de l'infanterie, intègre peu à peu les effectifs de la  milice régionale, la Landwehr, à l'infanterie de ligne de l'armée régulière par la création de brigades mixtes, octroie à la cavalerie des volontaires de la Landwehr des avantages substantiels, enfin s'emploie à moderniser l'armement de l'infanterie.
Il reprend du service en 1854, car à l'occasion de la guerre de Crimée, la politique prussienne commence à s'émanciper de l'autorité russe : on lui confie le commandement de la 12e division d'infanterie stationnée à Neisse en Silésie, puis le 20 mars 1856 il est nommé vice-gouverneur de la forteresse de Mayence. Enfin en 1858, le Prince-régent lui confie de nouveau le ministère de la Guerre, mais ses divergences de vue avec le monarque sur la réforme de l'Armée provoquent son renvoi en décembre 1859. Il est réaffecté à la tête du 8e corps d'armée stationné à Coblence, ville dans laquelle il meurt le 13 mars 1865.

## Œuvres
- Grundzüge für das zerstreute Gefecht. Verlag Mittler, Berlin 1839